# 布木错
布木错也作布尔错（藏語：ཕུལ་མཚོ།，威利转写：phul mtsho，THL：Pül Tso）位于中国西藏自治区阿里地区境内，地跨日土和革吉两县，湖面海拔4527米，湖长6.1公里，最大宽3.3公里，平均宽1.5公里，面积9.4平方公里。